# 獨立鎮區 (堪薩斯州蒙哥馬利縣)
獨立鎮區（英語：Independence Township）是位於美國堪薩斯州蒙哥馬利縣的一個行政鎮區。

## 地方資料
獨立鎮區的面積為161.90平方千米，當中陸地面積為156.96平方千米，而水域面積為4.94平方千米。根據2010年美國人口普查的數據，當地共有人口2430人，而人口密度為每平方千米15.01人。

## 外部連結
- US-Counties.com
- City-Data.com （页面存档备份，存于）